# The Sinister Urge
The Sinister Urge je druhé sólové album amerického hardrockového zpěváka Roba Zombieho. Album bylo vydáno v roce 2001 a vydalo ho Geffen Records.
Píseň Scum of the Earth se objevila ještě před vydáním alba na soundtracku k filmu Mission Impossible 2. Poslední píseň na albu byla nazvána podle stejnojmenného filmu, jehož autorem je samotný zpěvák.

## Seznam skladeb
| Pořadí | Název                                  | Délka |
| ------ | -------------------------------------- | ----- |
| 1.     | Sinners Inc.                           |       |
| 2.     | Demon Speeding                         |       |
| 3.     | Dead Girl Superstar                    |       |
| 4.     | Never Gonna Stop (The Red, Red Kroovy) |       |
| 5.     | Iron Head                              |       |
| 6.     | (Go To) California                     |       |
| 7.     | Feel So Numb                           |       |
| 8.     | Transylvanian Transmission Pt.1        |       |
| 9.     | Bring Her Down (To Crippletown)        |       |
| 10.    | Scum of the Earth                      |       |
| 11.    | House of 1000 Corpses                  |       |